# Droit écrit

Le droit écrit désigne le régime juridique méridional, inspiré du droit romain jusqu'à la Révolution française. Le terme désigne aussi les sources du droit reposant sur des textes écrits.

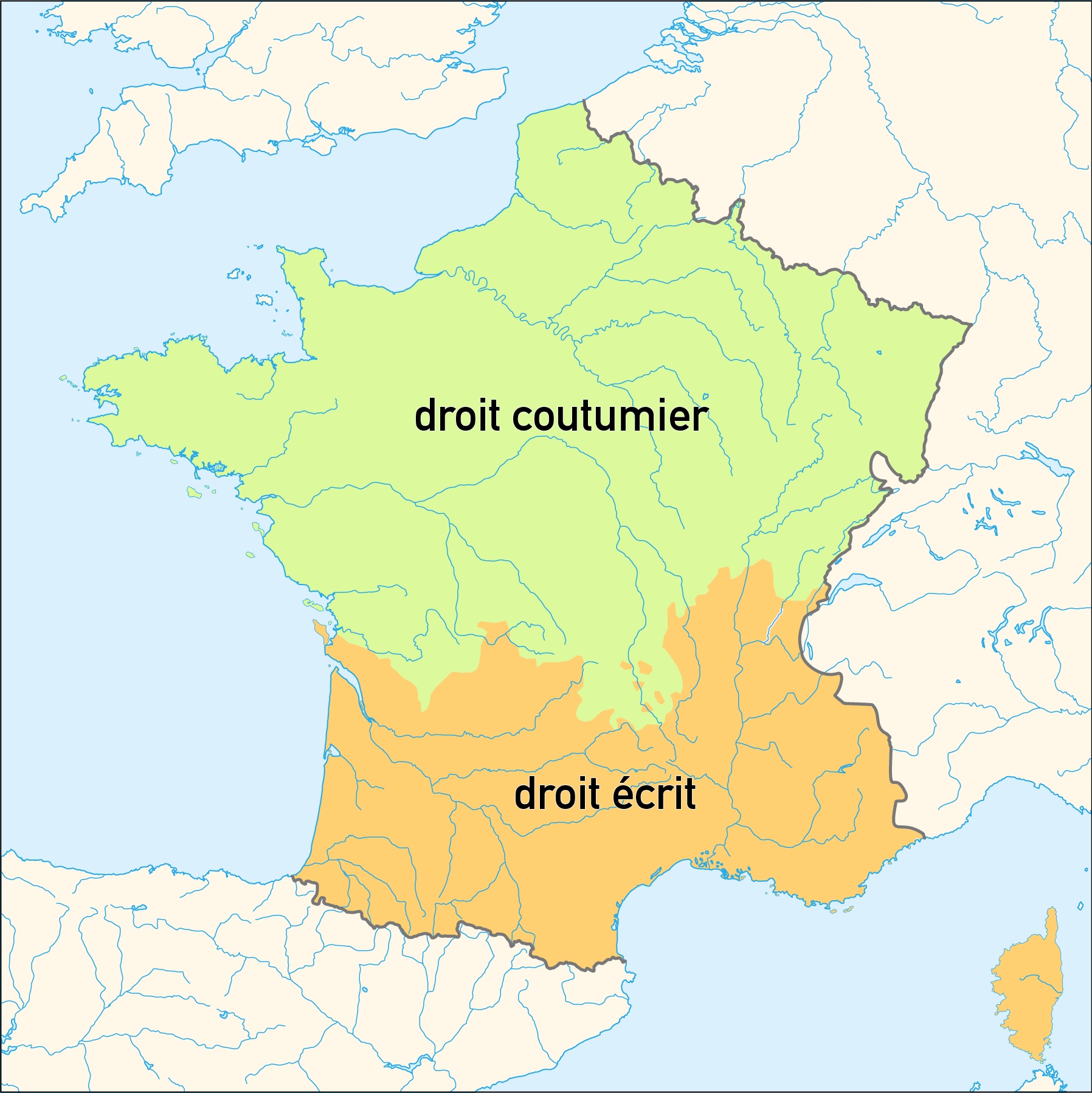
Pays de droit écrit (dans le sud) et pays de droit coutumier (nord)

## Présentation

### Régime juridique méridional
Le droit écrit est, au sens strict, un terme désignant le régime juridique de certains pays du royaume de France d'avant la Révolution française, qui se trouvaient au sud d'une ligne qui reliait La Rochelle à Genève et qui appliquaient le ius commune à titre principal, fortement inspiré du droit romain. On oppose cette notion à celle de droit coutumier, qui désignait le régime dans la moitié nord de la France selon lequel la coutume très variable, inspirée des coutumes germaniques, dominait et le ius commune ne s'appliquait qu'à titre subsidiaire pour combler le silence des coutumes. 

### Sources du droit reposant sur des écrits
On peut aussi parler de « droit écrit » (ius scriptum) en désignant les sources du droit textuelles qui regroupent la constitution, la loi et les textes réglementaires par opposition à la doctrine et d'autres sources du droit strictement orales, telles que la coutume, cependant une erreur est fréquemment commise : celle de considérer la jurisprudence comme du droit non écrit, la jurisprudence fait bien parti du droit écrit mais elle est non codifiée. Le droit écrit n'est pas synonyme du droit positif, lequel ne s'oppose pas à la coutume mais au « droit naturel » ou à la morale.